# FKアハル
FKアハル（トルクメン語: Football Klub Ahal）は、トルクメニスタンのアハル州をホームタウンとするサッカークラブ。

## 歴史
FKアハルは1989年に創設された。
2013年にトルクメニスタン・カップ初優勝、2014年にトルクメニスタン・スーパーカップ初優勝を果たした。
2014年、トルクメニスタン・カップで2連覇を達成し、初のAFCカップ出場権を獲得した。

## タイトル
- トルクメニスタン・カップ 優勝 (3) : 2013, 2014, 2017
- トルクメニスタン・スーパーカップ（英語版） 優勝 (1) : 2014

## AFC主催大会成績
| 年度 | 大会      | ラウンド   | 対戦クラブ             | ホーム | アウェー | 合計 |
| ---- | --------- | ---------- | ---------------------- | ------ | -------- | ---- |
| 2015 | AFCカップ | プレーオフ | FCドルドイ・ビシュケク |        |          |      |

## 歴代所属選手
- ウラジミール・バイラモフ 2012